# Naissance en 906
Naissance
- 902
- 903
- 904
- 905
- 906
- 907
- 908
- 909
- 910

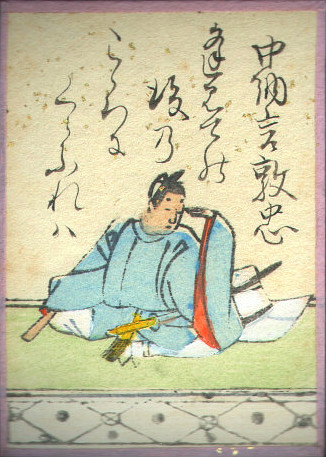
Fujiwara no Atsutada né en 906.

Cette page dresse une liste de personnalités nées au cours de  l'année 906 :
- Liu Congxiao (en), général chinois de la période des Cinq Dynasties et des Dix Royaumes.
- Ahmad ibn Muhammad (en), émir de Sistân.
- Jean XI, pape.
- Fujiwara no Atsutada, homme de cour japonais de l'époque de Heian.

date incertaine (vers 906)
- Abû Tâhir Sulaymân, chef des Qarmates de la région de Bahreïn et d'Al-Hassa.

## Crédit d'auteurs
- Cet article est partiellement ou en totalité issu de l'article intitulé « 906 » (voir la liste des auteurs).